# Самаркандський сільський округ
Самарка́ндський сільський округ (каз. Самарқан ауылдық округі, рос. Самаркандский сельский округ) — адміністративна одиниця у складі Бухар-Жирауського району Карагандинської області Казахстану. Адміністративний центр — село Самарканд.
Населення — 1519 осіб (2021; 1904 у 2009, 1841 у 1999, 2200 у 1989).
Станом на 1989 рік існувала Ленінська сільська рада (села Самарканд, Тегіз-Жол, Чкалово) ліквідованого Тельманського району.

## Склад
До складу округу входять такі населені пункти:
| Населений пункт | Населення, осіб (1989) | Населення, осіб (1999) | Населення, осіб (2009) | Населення, осіб (2021) |
| --------------- | ---------------------- | ---------------------- | ---------------------- | ---------------------- |
| Самарканд, село | 1473                   | 1195                   | 1302                   | 1054                   |
| Тегізжол, село  | 344                    | 316                    | 249                    | 193                    |
| Чкалово, село   | 383                    | 330                    | 353                    | 272                    |